# Estrela de Cantanhez Futebol Clube
Estrela de Cantanhez Futebol Clube, meist Estrela de Cantanhez FC, ist ein guinea-bissauischer Fußballverein aus  dem Nationalpark Parque Nacional de Cantanhez.
Der Klub empfängt seine Gäste im 1.200 Zuschauer fassenden Estádio da Estrela in Cubucaré.

## Geschichte
In der Saison 2013 gelang dem Klub als Drittligisten der Gewinn des Landespokals Taça Nacional da Guiné-Bissau. Im Endspiel schlug er den ebenfalls in der Dritten Liga angetretenen Verein Tigres de São Domingos aus São Domingos mit 3:1 nach Elfmeterschießen. Anschließend unterlag er am 28. Dezember 2013 dem Landesmeister CF Os Balantas im Supercup des Landes, der Super Taça Nacional, mit nur 0:1.
Mit dem Pokalsieg qualifizierte sich der Estrela de Cantanhez FC für den CAF Confederation Cup. Im CAF Confederation Cup 2014 war er in der ersten Runde als Gegner des liberianischen Klubs Red Lions gelost, konnte aber aus finanziellen Gründen nicht antreten.
Der Klub stieg 2014 in die zweite Liga, den Campeonato Nacional da 2.ª Divisão auf, und nach der Saison 2015 stand er schließlich als Aufsteiger in die erste Liga, den Campeonato Nacional da Guiné-Bissau fest.
Nachdem er die Saison 2016 als 8. abgeschlossen hatte, stand er am Ende der folgenden Saison auf dem letzten Tabellenplatz und stieg damit wieder in die zweite Liga ab, wo er 2018 in der Gruppe B (Série B) antritt.

## Erfolge
- Guinea-bissauischer Pokal:
  - 2013